# Eletti alla Camera dei deputati nelle elezioni politiche italiane del 2013
Questo elenco riporta i nomi dei deputati della XVII legislatura della Repubblica Italiana dopo le elezioni politiche del 2013, suddivisi per circoscrizione:
| Circoscrizione                          | Lista                                      | Eletto                         | Note                                                                                |
| --------------------------------------- | ------------------------------------------ | ------------------------------ | ----------------------------------------------------------------------------------- |
| I - Piemonte 1                          | PD                                         | Cesare Damiano                 |                                                                                     |
| I - Piemonte 1                          | PD                                         | Paola Bragantini               |                                                                                     |
| I - Piemonte 1                          | PD                                         | Giacomo Portas                 |                                                                                     |
| I - Piemonte 1                          | PD                                         | Francesca Bonomo               |                                                                                     |
| I - Piemonte 1                          | PD                                         | Edoardo Patriarca              |                                                                                     |
| I - Piemonte 1                          | PD                                         | Anna Rossomando                |                                                                                     |
| I - Piemonte 1                          | PD                                         | Andrea Giorgis                 |                                                                                     |
| I - Piemonte 1                          | PD                                         | Antonio Boccuzzi               |                                                                                     |
| I - Piemonte 1                          | PD                                         | Silvia Fregolent               |                                                                                     |
| I - Piemonte 1                          | PD                                         | Umberto D'Ottavio              |                                                                                     |
| I - Piemonte 1                          | PD                                         | Davide Mattiello               |                                                                                     |
| I - Piemonte 1                          | Movimento 5 Stelle                         | Eleonora Bechis                |                                                                                     |
| I - Piemonte 1                          | Movimento 5 Stelle                         | Laura Castelli                 |                                                                                     |
| I - Piemonte 1                          | Movimento 5 Stelle                         | Silvia Chimienti               |                                                                                     |
| I - Piemonte 1                          | Movimento 5 Stelle                         | Ivan Della Valle               |                                                                                     |
| I - Piemonte 1                          | Il Popolo della Libertà                    | Angelino Alfano                |                                                                                     |
| I - Piemonte 1                          | Il Popolo della Libertà                    | Daniele Capezzone              |                                                                                     |
| I - Piemonte 1                          | Il Popolo della Libertà                    | Annagrazia Calabria            |                                                                                     |
| I - Piemonte 1                          | Scelta Civica                              | Paolo Vitelli                  |                                                                                     |
| I - Piemonte 1                          | Scelta Civica                              | Giovanni Monchiero             |                                                                                     |
| I - Piemonte 1                          | Sinistra Ecologia Libertà                  | Giorgio Airaudo                |                                                                                     |
| I - Piemonte 1                          | Sinistra Ecologia Libertà                  | Celeste Costantino             |                                                                                     |
| I - Piemonte 1                          | Lega Nord                                  | Stefano Allasia                | In sostituzione di Roberto Cota che ha optato per altra circoscrizione              |
| II - Piemonte 2                         | PD                                         | Mino Taricco                   |                                                                                     |
| II - Piemonte 2                         | PD                                         | Luigi Bobba                    |                                                                                     |
| II - Piemonte 2                         | PD                                         | Massimo Fiorio                 |                                                                                     |
| II - Piemonte 2                         | PD                                         | Flavia Piccoli Nardelli        |                                                                                     |
| II - Piemonte 2                         | PD                                         | Enrico Borghi                  |                                                                                     |
| II - Piemonte 2                         | PD                                         | Cristina Bargero               |                                                                                     |
| II - Piemonte 2                         | PD                                         | Franca Biondelli               |                                                                                     |
| II - Piemonte 2                         | PD                                         | Francesco Bonifazi             |                                                                                     |
| II - Piemonte 2                         | PD                                         | Gianluca Benamati              |                                                                                     |
| II - Piemonte 2                         | PD                                         | Chiara Gribaudo                |                                                                                     |
| II - Piemonte 2                         | Movimento 5 Stelle                         | Mirko Busto                    |                                                                                     |
| II - Piemonte 2                         | Movimento 5 Stelle                         | Davide Crippa                  |                                                                                     |
| II - Piemonte 2                         | Movimento 5 Stelle                         | Fabiana Dadone                 |                                                                                     |
| II - Piemonte 2                         | Movimento 5 Stelle                         | Paolo Nicolò Romano            |                                                                                     |
| II - Piemonte 2                         | Il Popolo della Libertà                    | Enrico Costa                   |                                                                                     |
| II - Piemonte 2                         | Il Popolo della Libertà                    | Elio Vito                      |                                                                                     |
| II - Piemonte 2                         | Il Popolo della Libertà                    | Bruno Archi                    | In sostituzione di Angelino Alfano che ha optato per altra circoscrizione           |
| II - Piemonte 2                         | Scelta Civica                              | Renato Balduzzi                |                                                                                     |
| II - Piemonte 2                         | Scelta Civica                              | Mariano Rabino                 |                                                                                     |
| II - Piemonte 2                         | Lega Nord                                  | Gianluca Buonanno              | In sostituzione di Roberto Cota che ha optato per altra circoscrizione              |
| II - Piemonte 2                         | Sinistra Ecologia Libertà                  | Fabio Lavagno                  | In sostituzione di Nichi Vendola che ha optato per altra circoscrizione             |
| II - Piemonte 2                         | Fratelli d'Italia - Centrodestra Nazionale | Gaetano Nastri                 |                                                                                     |
| III - Lombardia 1                       | PD                                         | Pier Luigi Bersani             |                                                                                     |
| III - Lombardia 1                       | PD                                         | Giampaolo Galli                |                                                                                     |
| III - Lombardia 1                       | PD                                         | Barbara Pollastrini            |                                                                                     |
| III - Lombardia 1                       | PD                                         | Matteo Mauri                   |                                                                                     |
| III - Lombardia 1                       | PD                                         | Michela Marzano                |                                                                                     |
| III - Lombardia 1                       | PD                                         | Giuseppe Civati                |                                                                                     |
| III - Lombardia 1                       | PD                                         | Lia Quartapelle                |                                                                                     |
| III - Lombardia 1                       | PD                                         | Emanuele Fiano                 |                                                                                     |
| III - Lombardia 1                       | PD                                         | Francesco Laforgia             |                                                                                     |
| III - Lombardia 1                       | PD                                         | Franco Monaco                  |                                                                                     |
| III - Lombardia 1                       | PD                                         | Vinicio Peluffo                |                                                                                     |
| III - Lombardia 1                       | PD                                         | Alessia Mosca                  |                                                                                     |
| III - Lombardia 1                       | PD                                         | Eleonora Cimbro                |                                                                                     |
| III - Lombardia 1                       | PD                                         | Paolo Cova                     |                                                                                     |
| III - Lombardia 1                       | PD                                         | Fabrizia Giuliani              |                                                                                     |
| III - Lombardia 1                       | PD                                         | Ezio Casati                    |                                                                                     |
| III - Lombardia 1                       | PD                                         | Roberto Rampi                  |                                                                                     |
| III - Lombardia 1                       | PD                                         | Daniela Gasparini              |                                                                                     |
| III - Lombardia 1                       | PD                                         | Ernesto Carbone                |                                                                                     |
| III - Lombardia 1                       | PD                                         | Pia Locatelli                  | Aderente al Partito Socialista, si iscrive al Gruppo misto                          |
| III - Lombardia 1                       | PD                                         | Simona Malpezzi                |                                                                                     |
| III - Lombardia 1                       | Movimento 5 Stelle                         | Paola Carinelli                |                                                                                     |
| III - Lombardia 1                       | Movimento 5 Stelle                         | Massimo De Rosa                |                                                                                     |
| III - Lombardia 1                       | Movimento 5 Stelle                         | Vincenzo Caso                  |                                                                                     |
| III - Lombardia 1                       | Movimento 5 Stelle                         | Manlio Di Stefano              |                                                                                     |
| III - Lombardia 1                       | Movimento 5 Stelle                         | Davide Tripiedi                |                                                                                     |
| III - Lombardia 1                       | Movimento 5 Stelle                         | Daniele Pesco                  |                                                                                     |
| III - Lombardia 1                       | Il Popolo della Libertà                    | Maurizio Lupi                  |                                                                                     |
| III - Lombardia 1                       | Il Popolo della Libertà                    | Luigi Casero                   |                                                                                     |
| III - Lombardia 1                       | Il Popolo della Libertà                    | Elena Centemero                |                                                                                     |
| III - Lombardia 1                       | Il Popolo della Libertà                    | Maurizio Bernardo              |                                                                                     |
| III - Lombardia 1                       | Il Popolo della Libertà                    | Luca Squeri                    |                                                                                     |
| III - Lombardia 1                       | Scelta Civica                              | Ilaria Borletti Buitoni        |                                                                                     |
| III - Lombardia 1                       | Scelta Civica                              | Stefano Dambruoso              |                                                                                     |
| III - Lombardia 1                       | Scelta Civica                              | Gianfranco Librandi            |                                                                                     |
| III - Lombardia 1                       | Lega Nord                                  | Marco Rondini                  |                                                                                     |
| III - Lombardia 1                       | Lega Nord                                  | Paolo Grimoldi                 |                                                                                     |
| III - Lombardia 1                       | Sinistra Ecologia Libertà                  | Claudio Fava                   |                                                                                     |
| III - Lombardia 1                       | Sinistra Ecologia Libertà                  | Daniele Farina                 |                                                                                     |
| III - Lombardia 1                       | Fratelli d'Italia - Centrodestra Nazionale | Massimo Corsaro                | In sostituzione di Ignazio La Russa che ha optato per altra circoscrizione          |
| IV - Lombardia 2                        | PD                                         | Carlo Dell'Aringa              |                                                                                     |
| IV - Lombardia 2                        | PD                                         | Miriam Cominelli               |                                                                                     |
| IV - Lombardia 2                        | PD                                         | Antonio Misiani                |                                                                                     |
| IV - Lombardia 2                        | PD                                         | Elena Carnevali                |                                                                                     |
| IV - Lombardia 2                        | PD                                         | Daniele Marantelli             |                                                                                     |
| IV - Lombardia 2                        | PD                                         | Ernesto Preziosi               |                                                                                     |
| IV - Lombardia 2                        | PD                                         | Chiara Braga                   |                                                                                     |
| IV - Lombardia 2                        | PD                                         | Alfredo Bazoli                 |                                                                                     |
| IV - Lombardia 2                        | PD                                         | Simona Bonafè                  |                                                                                     |
| IV - Lombardia 2                        | PD                                         | Veronica Tentori               |                                                                                     |
| IV - Lombardia 2                        | PD                                         | Giovanni Sanga                 |                                                                                     |
| IV - Lombardia 2                        | PD                                         | Maria Chiara Gadda             |                                                                                     |
| IV - Lombardia 2                        | PD                                         | Ermete Realacci                |                                                                                     |
| IV - Lombardia 2                        | PD                                         | Marina Berlinghieri            |                                                                                     |
| IV - Lombardia 2                        | PD                                         | Giuseppe Guerini               |                                                                                     |
| IV - Lombardia 2                        | PD                                         | Sandro Gozi                    |                                                                                     |
| IV - Lombardia 2                        | PD                                         | Mauro Guerra                   |                                                                                     |
| IV - Lombardia 2                        | PD                                         | Gian Mario Fragomeli           |                                                                                     |
| IV - Lombardia 2                        | PD                                         | Angelo Senaldi                 |                                                                                     |
| IV - Lombardia 2                        | PD                                         | Guido Galperti                 |                                                                                     |
| IV - Lombardia 2                        | Il Popolo della Libertà                    | Mariastella Gelmini            |                                                                                     |
| IV - Lombardia 2                        | Il Popolo della Libertà                    | Gregorio Fontana               |                                                                                     |
| IV - Lombardia 2                        | Il Popolo della Libertà                    | Antonio Palmieri               |                                                                                     |
| IV - Lombardia 2                        | Il Popolo della Libertà                    | Laura Ravetto                  |                                                                                     |
| IV - Lombardia 2                        | Il Popolo della Libertà                    | Raffaello Vignali              |                                                                                     |
| IV - Lombardia 2                        | Il Popolo della Libertà                    | Antonio Angelucci              |                                                                                     |
| IV - Lombardia 2                        | Il Popolo della Libertà                    | Giuseppe Romele                |                                                                                     |
| IV - Lombardia 2                        | Movimento 5 Stelle                         | Dino Alberti                   |                                                                                     |
| IV - Lombardia 2                        | Movimento 5 Stelle                         | Claudio Cominardi              |                                                                                     |
| IV - Lombardia 2                        | Movimento 5 Stelle                         | Tatiana Basilio                |                                                                                     |
| IV - Lombardia 2                        | Movimento 5 Stelle                         | Giorgio Sorial                 |                                                                                     |
| IV - Lombardia 2                        | Movimento 5 Stelle                         | Ivan Catalano                  |                                                                                     |
| IV - Lombardia 2                        | Movimento 5 Stelle                         | Cosimo Petraroli               |                                                                                     |
| IV - Lombardia 2                        | Lega Nord                                  | Umberto Bossi                  |                                                                                     |
| IV - Lombardia 2                        | Lega Nord                                  | Giancarlo Giorgetti            |                                                                                     |
| IV - Lombardia 2                        | Lega Nord                                  | Stefano Borghesi               |                                                                                     |
| IV - Lombardia 2                        | Lega Nord                                  | Cristian Invernizzi            |                                                                                     |
| IV - Lombardia 2                        | Lega Nord                                  | Davide Carlo Caparini          |                                                                                     |
| IV - Lombardia 2                        | Lega Nord                                  | Nicola Molteni                 |                                                                                     |
| IV - Lombardia 2                        | Scelta Civica                              | Alberto Bombassei              |                                                                                     |
| IV - Lombardia 2                        | Scelta Civica                              | Gregorio Gitti                 |                                                                                     |
| IV - Lombardia 2                        | Scelta Civica                              | Milena Santerini               |                                                                                     |
| IV - Lombardia 2                        | Scelta Civica                              | Mario Sberna                   |                                                                                     |
| IV - Lombardia 2                        | Sinistra Ecologia Libertà                  | Titti Di Salvo                 |                                                                                     |
| IV - Lombardia 2                        | Sinistra Ecologia Libertà                  | Luigi Lacquaniti               | In sostituzione di Nichi Vendola che ha optato per altra circoscrizione             |
| V - Lombardia 3                         | PD                                         | Cinzia Fontana                 |                                                                                     |
| V - Lombardia 3                         | PD                                         | Alan Ferrari                   |                                                                                     |
| V - Lombardia 3                         | PD                                         | Marco Carra                    |                                                                                     |
| V - Lombardia 3                         | PD                                         | Matteo Colaninno               |                                                                                     |
| V - Lombardia 3                         | PD                                         | Lorenzo Guerini                |                                                                                     |
| V - Lombardia 3                         | PD                                         | Rosa Villecco Calipari         |                                                                                     |
| V - Lombardia 3                         | PD                                         | Chiara Scuvera                 |                                                                                     |
| V - Lombardia 3                         | PD                                         | Giovanna Martelli              |                                                                                     |
| V - Lombardia 3                         | Movimento 5 Stelle                         | Alberto Zolezzi                |                                                                                     |
| V - Lombardia 3                         | Movimento 5 Stelle                         | Danilo Toninelli               |                                                                                     |
| V - Lombardia 3                         | Il Popolo della Libertà                    | Daniela Santanchè              |                                                                                     |
| V - Lombardia 3                         | Il Popolo della Libertà                    | Paolo Alli                     |                                                                                     |
| V - Lombardia 3                         | Lega Nord                                  | Giovanni Fava                  | Dimessosi per incompatibilità il 4 giugno 2013, subentra Andrea Angelo Gibelli      |
| V - Lombardia 3                         | Scelta Civica                              | Andrea Mazziotti di Celso      |                                                                                     |
| V - Lombardia 3                         | Sinistra Ecologia Libertà                  | Franco Bordo                   | In sostituzione di Nichi Vendola che ha optato per altra circoscrizione             |
| V - Lombardia 3                         | Fratelli d'Italia - Centrodestra Nazionale | Giorgia Meloni                 |                                                                                     |
| VI - Trentino-Alto Adige                | Südtiroler Volkspartei                     | Albrecht Plangger              |                                                                                     |
| VI - Trentino-Alto Adige                | Südtiroler Volkspartei                     | Renate Gebhard                 |                                                                                     |
| VI - Trentino-Alto Adige                | Südtiroler Volkspartei                     | Daniel Alfreider               |                                                                                     |
| VI - Trentino-Alto Adige                | Südtiroler Volkspartei                     | Mauro Ottobre                  |                                                                                     |
| VI - Trentino-Alto Adige                | Südtiroler Volkspartei                     | Manfred Schullian              |                                                                                     |
| VI - Trentino-Alto Adige                | PD                                         | Gianclaudio Bressa             |                                                                                     |
| VI - Trentino-Alto Adige                | PD                                         | Michele Nicoletti              |                                                                                     |
| VI - Trentino-Alto Adige                | PD                                         | Maria Luisa Gnecchi            |                                                                                     |
| VI - Trentino-Alto Adige                | Il Popolo della Libertà                    | Michaela Biancofiore           |                                                                                     |
| VI - Trentino-Alto Adige                | Movimento 5 Stelle                         | Riccardo Fraccaro              |                                                                                     |
| VI - Trentino-Alto Adige                | Scelta Civica                              | Lorenzo Dellai                 |                                                                                     |
| VI - Trentino-Alto Adige                | Sinistra Ecologia Libertà                  | Florian Kronbichler            | In sostituzione di Nichi Vendola che ha optato per altra circoscrizione             |
| VII - Veneto 1                          | PD                                         | Davide Zoggia                  |                                                                                     |
| VII - Veneto 1                          | PD                                         | Alessandro Naccarato           |                                                                                     |
| VII - Veneto 1                          | PD                                         | Alessandra Moretti             |                                                                                     |
| VII - Veneto 1                          | PD                                         | Federico Ginato                |                                                                                     |
| VII - Veneto 1                          | PD                                         | Diego Zardini                  |                                                                                     |
| VII - Veneto 1                          | PD                                         | Giulia Narduolo                |                                                                                     |
| VII - Veneto 1                          | PD                                         | Gian Pietro Dal Moro           |                                                                                     |
| VII - Veneto 1                          | PD                                         | Diego Crivellari               |                                                                                     |
| VII - Veneto 1                          | PD                                         | Daniela Sbrollini              |                                                                                     |
| VII - Veneto 1                          | PD                                         | Anna Margherita Miotto         |                                                                                     |
| VII - Veneto 1                          | PD                                         | Vincenzo D'Arienzo             |                                                                                     |
| VII - Veneto 1                          | PD                                         | Filippo Crimì                  |                                                                                     |
| VII - Veneto 1                          | PD                                         | Alessia Rotta                  |                                                                                     |
| VII - Veneto 1                          | Movimento 5 Stelle                         | Francesca Businarolo           |                                                                                     |
| VII - Veneto 1                          | Movimento 5 Stelle                         | Silvia Benedetti               |                                                                                     |
| VII - Veneto 1                          | Movimento 5 Stelle                         | Gessica Rostellato             |                                                                                     |
| VII - Veneto 1                          | Movimento 5 Stelle                         | Marco Brugnerotto              |                                                                                     |
| VII - Veneto 1                          | Movimento 5 Stelle                         | Mattia Fantinati               |                                                                                     |
| VII - Veneto 1                          | Movimento 5 Stelle                         | Tancredi Turco                 |                                                                                     |
| VII - Veneto 1                          | Il Popolo della Libertà                    | Giancarlo Galan                |                                                                                     |
| VII - Veneto 1                          | Il Popolo della Libertà                    | Alberto Giorgetti              |                                                                                     |
| VII - Veneto 1                          | Il Popolo della Libertà                    | Piero Longo                    |                                                                                     |
| VII - Veneto 1                          | Il Popolo della Libertà                    | Lorena Milanato                |                                                                                     |
| VII - Veneto 1                          | Il Popolo della Libertà                    | Catia Polidori                 |                                                                                     |
| VII - Veneto 1                          | Lega Nord                                  | Matteo Bragantini              |                                                                                     |
| VII - Veneto 1                          | Lega Nord                                  | Filippo Busin                  |                                                                                     |
| VII - Veneto 1                          | Lega Nord                                  | Roberto Caon                   |                                                                                     |
| VII - Veneto 1                          | Scelta Civica                              | Ilaria Capua                   |                                                                                     |
| VII - Veneto 1                          | Scelta Civica                              | Stefano Giuseppe Quintarelli   |                                                                                     |
| VII - Veneto 1                          | Unione di Centro                           | Mario Catania                  |                                                                                     |
| VII - Veneto 1                          | Sinistra Ecologia Libertà                  | Alessandro Zan                 | In sostituzione di Nichi Vendola che ha optato per altra circoscrizione             |
| VIII - Veneto 2                         | PD                                         | Pier Paolo Baretta             |                                                                                     |
| VIII - Veneto 2                         | PD                                         | Michele Mognato                |                                                                                     |
| VIII - Veneto 2                         | PD                                         | Simonetta Rubinato             |                                                                                     |
| VIII - Veneto 2                         | PD                                         | Delia Murer                    |                                                                                     |
| VIII - Veneto 2                         | PD                                         | Andrea Martella                |                                                                                     |
| VIII - Veneto 2                         | PD                                         | Floriana Casellato             |                                                                                     |
| VIII - Veneto 2                         | PD                                         | Roger De Menech                |                                                                                     |
| VIII - Veneto 2                         | PD                                         | Oreste Pastorelli              | Aderente al Partito Socialista, si iscrive al Gruppo misto                          |
| VIII - Veneto 2                         | PD                                         | Sara Moretto                   |                                                                                     |
| VIII - Veneto 2                         | Movimento 5 Stelle                         | Arianna Spessotto              |                                                                                     |
| VIII - Veneto 2                         | Movimento 5 Stelle                         | Marco Da Villa                 |                                                                                     |
| VIII - Veneto 2                         | Movimento 5 Stelle                         | Federico D'Incà                |                                                                                     |
| VIII - Veneto 2                         | Movimento 5 Stelle                         | Emanuele Cozzolino             |                                                                                     |
| VIII - Veneto 2                         | Il Popolo della Libertà                    | Renato Brunetta                |                                                                                     |
| VIII - Veneto 2                         | Il Popolo della Libertà                    | Valentino Valentini            |                                                                                     |
| VIII - Veneto 2                         | Lega Nord                                  | Marco Marcolin                 |                                                                                     |
| VIII - Veneto 2                         | Lega Nord                                  | Emanuele Prataviera            |                                                                                     |
| VIII - Veneto 2                         | Scelta Civica                              | Enrico Zanetti                 |                                                                                     |
| VIII - Veneto 2                         | Scelta Civica                              | Andrea Causin                  | In sostituzione di Alberto Bombassei che ha optato per altra circoscrizione         |
| VIII - Veneto 2                         | Sinistra Ecologia Libertà                  | Giulio Marcon                  | In sostituzione di Nichi Vendola che ha optato per altra circoscrizione             |
| IX - Friuli-Venezia Giulia              | PD                                         | Gianna Malisani                |                                                                                     |
| IX - Friuli-Venezia Giulia              | PD                                         | Giorgio Zanin                  |                                                                                     |
| IX - Friuli-Venezia Giulia              | PD                                         | Ettore Rosato                  |                                                                                     |
| IX - Friuli-Venezia Giulia              | PD                                         | Giorgio Brandolin              |                                                                                     |
| IX - Friuli-Venezia Giulia              | PD                                         | Tamara Blažina                 |                                                                                     |
| IX - Friuli-Venezia Giulia              | PD                                         | Paolo Coppola                  |                                                                                     |
| IX - Friuli-Venezia Giulia              | Movimento 5 Stelle                         | Walter Rizzetto                |                                                                                     |
| IX - Friuli-Venezia Giulia              | Movimento 5 Stelle                         | Aris Prodani                   |                                                                                     |
| IX - Friuli-Venezia Giulia              | Il Popolo della Libertà                    | Sandra Savino                  |                                                                                     |
| IX - Friuli-Venezia Giulia              | Lega Nord                                  | Massimiliano Fedriga           |                                                                                     |
| IX - Friuli-Venezia Giulia              | Scelta Civica                              | Gian Luigi Gigli               |                                                                                     |
| IX - Friuli-Venezia Giulia              | Sinistra Ecologia Libertà                  | Serena Pellegrino              | In sostituzione di Nichi Vendola che ha optato per altra circoscrizione             |
| X - Liguria                             | PD                                         | Andrea Orlando                 |                                                                                     |
| X - Liguria                             | PD                                         | Anna Giacobbe                  |                                                                                     |
| X - Liguria                             | PD                                         | Mario Tullo                    |                                                                                     |
| X - Liguria                             | PD                                         | Lorenzo Basso                  |                                                                                     |
| X - Liguria                             | PD                                         | Raffaella Mariani              |                                                                                     |
| X - Liguria                             | PD                                         | Marco Meloni                   |                                                                                     |
| X - Liguria                             | PD                                         | Mara Carocci                   |                                                                                     |
| X - Liguria                             | PD                                         | Luca Pastorino                 |                                                                                     |
| X - Liguria                             | PD                                         | Franco Vazio                   |                                                                                     |
| X - Liguria                             | Movimento 5 Stelle                         | Sergio Battelli                |                                                                                     |
| X - Liguria                             | Movimento 5 Stelle                         | Matteo Mantero                 |                                                                                     |
| X - Liguria                             | Movimento 5 Stelle                         | Simone Valente                 |                                                                                     |
| X - Liguria                             | Il Popolo della Libertà                    | Sandro Biasotti                |                                                                                     |
| X - Liguria                             | Il Popolo della Libertà                    | Giorgio Lainati                |                                                                                     |
| X - Liguria                             | Scelta Civica                              | Roberta Oliaro                 |                                                                                     |
| X - Liguria                             | Sinistra Ecologia Libertà                  | Stefano Quaranta               | In sostituzione di Nichi Vendola che ha optato per altra circoscrizione             |
| XI - Emilia-Romagna                     | PD                                         | Dario Franceschini             |                                                                                     |
| XI - Emilia-Romagna                     | PD                                         | Andrea De Maria                |                                                                                     |
| XI - Emilia-Romagna                     | PD                                         | Antonella Incerti              |                                                                                     |
| XI - Emilia-Romagna                     | PD                                         | Carlo Galli                    |                                                                                     |
| XI - Emilia-Romagna                     | PD                                         | Matteo Richetti                |                                                                                     |
| XI - Emilia-Romagna                     | PD                                         | Marilena Fabbri                |                                                                                     |
| XI - Emilia-Romagna                     | PD                                         | Cécile Kyenge                  |                                                                                     |
| XI - Emilia-Romagna                     | PD                                         | Patrizia Maestri               |                                                                                     |
| XI - Emilia-Romagna                     | PD                                         | Enzo Lattuca                   |                                                                                     |
| XI - Emilia-Romagna                     | PD                                         | Paola De Micheli               |                                                                                     |
| XI - Emilia-Romagna                     | PD                                         | Lapo Pistelli                  |                                                                                     |
| XI - Emilia-Romagna                     | PD                                         | Emma Petitti                   |                                                                                     |
| XI - Emilia-Romagna                     | PD                                         | Marco Di Maio                  |                                                                                     |
| XI - Emilia-Romagna                     | PD                                         | Donata Lenzi                   |                                                                                     |
| XI - Emilia-Romagna                     | PD                                         | Daniele Montroni               |                                                                                     |
| XI - Emilia-Romagna                     | PD                                         | Alessandro Bratti              |                                                                                     |
| XI - Emilia-Romagna                     | PD                                         | Alberto Pagani                 |                                                                                     |
| XI - Emilia-Romagna                     | PD                                         | Federica Mogherini             |                                                                                     |
| XI - Emilia-Romagna                     | PD                                         | Maino Marchi                   |                                                                                     |
| XI - Emilia-Romagna                     | PD                                         | Sandra Zampa                   |                                                                                     |
| XI - Emilia-Romagna                     | PD                                         | Tiziano Arlotti                |                                                                                     |
| XI - Emilia-Romagna                     | PD                                         | Giuditta Pini                  |                                                                                     |
| XI - Emilia-Romagna                     | PD                                         | Paolo Bolognesi                |                                                                                     |
| XI - Emilia-Romagna                     | PD                                         | Paolo Gandolfi                 |                                                                                     |
| XI - Emilia-Romagna                     | PD                                         | Michele Anzaldi                |                                                                                     |
| XI - Emilia-Romagna                     | PD                                         | Davide Baruffi                 |                                                                                     |
| XI - Emilia-Romagna                     | PD                                         | Manuela Ghizzoni               |                                                                                     |
| XI - Emilia-Romagna                     | PD                                         | Vanna Iori                     |                                                                                     |
| XI - Emilia-Romagna                     | Movimento 5 Stelle                         | Giulia Sarti                   |                                                                                     |
| XI - Emilia-Romagna                     | Movimento 5 Stelle                         | Mara Mucci                     |                                                                                     |
| XI - Emilia-Romagna                     | Movimento 5 Stelle                         | Matteo Dall'Osso               |                                                                                     |
| XI - Emilia-Romagna                     | Movimento 5 Stelle                         | Michele Dell'Orco              |                                                                                     |
| XI - Emilia-Romagna                     | Movimento 5 Stelle                         | Maria Edera Spadoni            |                                                                                     |
| XI - Emilia-Romagna                     | Movimento 5 Stelle                         | Vittorio Ferraresi             |                                                                                     |
| XI - Emilia-Romagna                     | Movimento 5 Stelle                         | Paolo Bernini                  |                                                                                     |
| XI - Emilia-Romagna                     | Il Popolo della Libertà                    | Michela Vittoria Brambilla     |                                                                                     |
| XI - Emilia-Romagna                     | Il Popolo della Libertà                    | Sergio Pizzolante              |                                                                                     |
| XI - Emilia-Romagna                     | Il Popolo della Libertà                    | Giovanni Mottola               |                                                                                     |
| XI - Emilia-Romagna                     | Il Popolo della Libertà                    | Deborah Bergamini              |                                                                                     |
| XI - Emilia-Romagna                     | Il Popolo della Libertà                    | Elio Massimo Palmizio          |                                                                                     |
| XI - Emilia-Romagna                     | Scelta Civica                              | Irene Tinagli                  |                                                                                     |
| XI - Emilia-Romagna                     | Scelta Civica                              | Bruno Molea                    |                                                                                     |
| XI - Emilia-Romagna                     | Sinistra Ecologia Libertà                  | Francesco Ferrari              |                                                                                     |
| XI - Emilia-Romagna                     | Sinistra Ecologia Libertà                  | Giovanni Paglia                | In sostituzione di Nichi Vendola che ha optato per altra circoscrizione             |
| XI - Emilia-Romagna                     | Lega Nord                                  | Gianluca Pini                  |                                                                                     |
| XII - Toscana                           | PD                                         | Paolo Beni                     |                                                                                     |
| XII - Toscana                           | PD                                         | Matteo Biffoni                 |                                                                                     |
| XII - Toscana                           | PD                                         | Caterina Bini                  |                                                                                     |
| XII - Toscana                           | PD                                         | Maria Elena Boschi             |                                                                                     |
| XII - Toscana                           | PD                                         | Maria Chiara Carrozza          |                                                                                     |
| XII - Toscana                           | PD                                         | Susanna Cenni                  |                                                                                     |
| XII - Toscana                           | PD                                         | Luigi Dallai                   |                                                                                     |
| XII - Toscana                           | PD                                         | Marco Donati                   |                                                                                     |
| XII - Toscana                           | PD                                         | David Ermini                   |                                                                                     |
| XII - Toscana                           | PD                                         | Edoardo Fanucci                |                                                                                     |
| XII - Toscana                           | PD                                         | Paolo Fontanelli               |                                                                                     |
| XII - Toscana                           | PD                                         | Filippo Fossati                |                                                                                     |
| XII - Toscana                           | PD                                         | Federico Gelli                 |                                                                                     |
| XII - Toscana                           | PD                                         | Antonello Giacomelli           |                                                                                     |
| XII - Toscana                           | PD                                         | Luca Lotti                     |                                                                                     |
| XII - Toscana                           | PD                                         | Andrea Manciulli               |                                                                                     |
| XII - Toscana                           | PD                                         | Dario Nardella                 |                                                                                     |
| XII - Toscana                           | PD                                         | Dario Parrini                  |                                                                                     |
| XII - Toscana                           | PD                                         | Andrea Rigoni                  |                                                                                     |
| XII - Toscana                           | PD                                         | Maria Grazia Rocchi            |                                                                                     |
| XII - Toscana                           | PD                                         | Luca Sani                      |                                                                                     |
| XII - Toscana                           | PD                                         | Elisa Simoni                   |                                                                                     |
| XII - Toscana                           | PD                                         | Silvia Velo                    |                                                                                     |
| XII - Toscana                           | Movimento 5 Stelle                         | Massimo Artini                 |                                                                                     |
| XII - Toscana                           | Movimento 5 Stelle                         | Marco Baldassarre              |                                                                                     |
| XII - Toscana                           | Movimento 5 Stelle                         | Alfonso Bonafede               |                                                                                     |
| XII - Toscana                           | Movimento 5 Stelle                         | Chiara Gagnarli                |                                                                                     |
| XII - Toscana                           | Movimento 5 Stelle                         | Samuele Segoni                 |                                                                                     |
| XII - Toscana                           | Il Popolo della Libertà                    | Maurizio Bianconi              |                                                                                     |
| XII - Toscana                           | Il Popolo della Libertà                    | Monica Faenzi                  |                                                                                     |
| XII - Toscana                           | Il Popolo della Libertà                    | Marco Martinelli               |                                                                                     |
| XII - Toscana                           | Il Popolo della Libertà                    | Massimo Parisi                 |                                                                                     |
| XII - Toscana                           | Sinistra Ecologia Libertà                  | Marisa Nicchi                  |                                                                                     |
| XII - Toscana                           | Scelta Civica                              | Andrea Romano                  |                                                                                     |
| XII - Toscana                           | Scelta Civica                              | Edoardo Nesi                   |                                                                                     |
| XII - Toscana                           | Fratelli d'Italia - Centrodestra Nazionale | Achille Totaro                 |                                                                                     |
| XII - Toscana                           | Centro Democratico                         | Bruno Tabacci                  |                                                                                     |
| XIII - Umbria                           | PD                                         | Anna Ascani                    |                                                                                     |
| XIII - Umbria                           | PD                                         | Gianpiero Bocci                |                                                                                     |
| XIII - Umbria                           | PD                                         | Giampiero Giuletti             |                                                                                     |
| XIII - Umbria                           | PD                                         | Marina Sereni                  |                                                                                     |
| XIII - Umbria                           | PD                                         | Walter Verini                  |                                                                                     |
| XIII - Umbria                           | Movimento 5 Stelle                         | Tiziana Ciprini                |                                                                                     |
| XIII - Umbria                           | Movimento 5 Stelle                         | Filippo Gallinella             |                                                                                     |
| XIII - Umbria                           | Scelta Civica                              | Adriana Galgano                |                                                                                     |
| XIII - Umbria                           | Il Popolo della Libertà                    | Pietro Laffranco               |                                                                                     |
| XIV - Marche                            | PD                                         | Luciano Agostini               |                                                                                     |
| XIV - Marche                            | PD                                         | Mariastella Bianchi            |                                                                                     |
| XIV - Marche                            | PD                                         | Piergiorgio Carrescia          |                                                                                     |
| XIV - Marche                            | PD                                         | Enrico Letta                   |                                                                                     |
| XIV - Marche                            | PD                                         | Emanuele Lodolini              |                                                                                     |
| XIV - Marche                            | PD                                         | Irene Manzi                    |                                                                                     |
| XIV - Marche                            | PD                                         | Marco Marchetti                |                                                                                     |
| XIV - Marche                            | PD                                         | Alessia Morani                 |                                                                                     |
| XIV - Marche                            | PD                                         | Paolo Petrini                  |                                                                                     |
| XIV - Marche                            | Movimento 5 Stelle                         | Donatella Agostinelli          |                                                                                     |
| XIV - Marche                            | Movimento 5 Stelle                         | Andrea Cecconi                 |                                                                                     |
| XIV - Marche                            | Movimento 5 Stelle                         | Patrizia Terzoni               |                                                                                     |
| XIV - Marche                            | Il Popolo della Libertà                    | Ignazio Abrignani              |                                                                                     |
| XIV - Marche                            | Il Popolo della Libertà                    | Simone Baldelli                |                                                                                     |
| XIV - Marche                            | Scelta Civica                              | Maria Valentina Vezzali        |                                                                                     |
| XIV - Marche                            | Sinistra Ecologia Libertà                  | Lara Ricciatti                 |                                                                                     |
| XV - Lazio 1                            | PD                                         | Ileana Argentin                |                                                                                     |
| XV - Lazio 1                            | PD                                         | Lorenza Bonaccorsi             |                                                                                     |
| XV - Lazio 1                            | PD                                         | Micaela Campana                |                                                                                     |
| XV - Lazio 1                            | PD                                         | Renzo Carella                  |                                                                                     |
| XV - Lazio 1                            | PD                                         | Maria Coscia                   |                                                                                     |
| XV - Lazio 1                            | PD                                         | Giovanni Cuperlo               |                                                                                     |
| XV - Lazio 1                            | PD                                         | Stefano Fassina                |                                                                                     |
| XV - Lazio 1                            | PD                                         | Andrea Ferro                   |                                                                                     |
| XV - Lazio 1                            | PD                                         | Francesco Saverio Garofani     |                                                                                     |
| XV - Lazio 1                            | PD                                         | Enrico Gasbarra                |                                                                                     |
| XV - Lazio 1                            | PD                                         | Paolo Gentiloni Silveri        |                                                                                     |
| XV - Lazio 1                            | PD                                         | Roberto Giachetti              |                                                                                     |
| XV - Lazio 1                            | PD                                         | Monica Gregori                 |                                                                                     |
| XV - Lazio 1                            | PD                                         | Marta Leonori                  |                                                                                     |
| XV - Lazio 1                            | PD                                         | Maria Anna Madia               |                                                                                     |
| XV - Lazio 1                            | PD                                         | Umberto Marroni                |                                                                                     |
| XV - Lazio 1                            | PD                                         | Michele Pompeo Meta            |                                                                                     |
| XV - Lazio 1                            | PD                                         | Marco Miccoli                  |                                                                                     |
| XV - Lazio 1                            | PD                                         | Roberto Morassut               |                                                                                     |
| XV - Lazio 1                            | PD                                         | Matteo Orfini                  |                                                                                     |
| XV - Lazio 1                            | PD                                         | Marietta Tidei                 |                                                                                     |
| XV - Lazio 1                            | Movimento 5 Stelle                         | Massimo Enrico Baroni          |                                                                                     |
| XV - Lazio 1                            | Movimento 5 Stelle                         | Federica Daga                  |                                                                                     |
| XV - Lazio 1                            | Movimento 5 Stelle                         | Alessandro Di Battista         |                                                                                     |
| XV - Lazio 1                            | Movimento 5 Stelle                         | Marta Grande                   |                                                                                     |
| XV - Lazio 1                            | Movimento 5 Stelle                         | Roberta Lombardi               |                                                                                     |
| XV - Lazio 1                            | Movimento 5 Stelle                         | Carla Ruocco                   |                                                                                     |
| XV - Lazio 1                            | Movimento 5 Stelle                         | Stefano Vignaroli              |                                                                                     |
| XV - Lazio 1                            | Movimento 5 Stelle                         | Adriano Zaccagnini             |                                                                                     |
| XV - Lazio 1                            | Il Popolo della Libertà                    | Fabrizio Cicchitto             |                                                                                     |
| XV - Lazio 1                            | Il Popolo della Libertà                    | Sestino Giacomoni              |                                                                                     |
| XV - Lazio 1                            | Il Popolo della Libertà                    | Beatrice Lorenzin              |                                                                                     |
| XV - Lazio 1                            | Il Popolo della Libertà                    | Renata Polverini               |                                                                                     |
| XV - Lazio 1                            | Il Popolo della Libertà                    | Eugenia Roccella               |                                                                                     |
| XV - Lazio 1                            | Il Popolo della Libertà                    | Gianfranco Sammarco            |                                                                                     |
| XV - Lazio 1                            | Sinistra Ecologia e Libertà                | Sergio Boccadutri              |                                                                                     |
| XV - Lazio 1                            | Sinistra Ecologia Libertà                  | Ileana Cathia Piazzoni         |                                                                                     |
| XV - Lazio 1                            | Sinistra Ecologia Libertà                  | Filiberto Zaratti              |                                                                                     |
| XV - Lazio 1                            | Scelta Civica                              | Mario Marazziti                |                                                                                     |
| XV - Lazio 1                            | Scelta Civica                              | Domenico Rossi                 |                                                                                     |
| XV - Lazio 1                            | Unione di Centro                           | Paola Binetti                  |                                                                                     |
| XV - Lazio 1                            | Fratelli d'Italia - Centrodestra Nazionale | Fabio Rampelli                 |                                                                                     |
| XVI - Lazio 2                           | PD                                         | Sesa Amici                     |                                                                                     |
| XVI - Lazio 2                           | PD                                         | Donatella Ferranti             |                                                                                     |
| XVI - Lazio 2                           | PD                                         | Giuseppe Fioroni               |                                                                                     |
| XVI - Lazio 2                           | PD                                         | Pierdomenico Martino           |                                                                                     |
| XVI - Lazio 2                           | PD                                         | Alessandro Mazzoli             |                                                                                     |
| XVI - Lazio 2                           | PD                                         | Fabio Melilli                  |                                                                                     |
| XVI - Lazio 2                           | PD                                         | Alessandra Terrosi             |                                                                                     |
| XVI - Lazio 2                           | Movimento 5 Stelle                         | Massimiliano Bernini           |                                                                                     |
| XVI - Lazio 2                           | Movimento 5 Stelle                         | Luca Frusone                   |                                                                                     |
| XVI - Lazio 2                           | Movimento 5 Stelle                         | Cristian Iannuzzi              |                                                                                     |
| XVI - Lazio 2                           | Il Popolo della Libertà                    | Rocco Crimi                    |                                                                                     |
| XVI - Lazio 2                           | Il Popolo della Libertà                    | Vincenzo Piso                  |                                                                                     |
| XVI - Lazio 2                           | Il Popolo della Libertà                    | Barbara Saltamartini           |                                                                                     |
| XVI - Lazio 2                           | Sinistra Ecologia Libertà                  | Nazzareno Pilozzi              |                                                                                     |
| XVI - Lazio 2                           | Scelta Civica                              | Federico Fauttilli             |                                                                                     |
| XVI - Lazio 2                           | Fratelli d'Italia - Centrodestra Nazionale | Pasquale Maietta               |                                                                                     |
| XVII - Abruzzo                          | PD                                         | Maria Amato                    |                                                                                     |
| XVII - Abruzzo                          | PD                                         | Antonio Castricone             |                                                                                     |
| XVII - Abruzzo                          | PD                                         | Vittoria D'Incecco             |                                                                                     |
| XVII - Abruzzo                          | PD                                         | Tommaso Ginoble                |                                                                                     |
| XVII - Abruzzo                          | PD                                         | Itzhak Yoram Gutgeld           |                                                                                     |
| XVII - Abruzzo                          | PD                                         | Giovanni Legnini               |                                                                                     |
| XVII - Abruzzo                          | Movimento 5 Stelle                         | Andrea Colletti                |                                                                                     |
| XVII - Abruzzo                          | Movimento 5 Stelle                         | Daniele Del Grosso             |                                                                                     |
| XVII - Abruzzo                          | Movimento 5 Stelle                         | Gianluca Vacca                 |                                                                                     |
| XVII - Abruzzo                          | Il Popolo della Libertà                    | Fabrizio Di Stefano            |                                                                                     |
| XVII - Abruzzo                          | Il Popolo della Libertà                    | Filippo Piccone                |                                                                                     |
| XVII - Abruzzo                          | Il Popolo della Libertà                    | Paolo Tancredi                 |                                                                                     |
| XVII - Abruzzo                          | Sinistra Ecologia Libertà                  | Generoso Melilla               |                                                                                     |
| XVII - Abruzzo                          | Scelta Civica                              | Giulio Cesare Sottanelli       |                                                                                     |
| XVIII - Molise                          | PD                                         | Danilo Leva                    |                                                                                     |
| XVIII - Molise                          | PD                                         | Laura Venittelli               |                                                                                     |
| XIX - Campania 1                        | PD                                         | Roberta Agostini               |                                                                                     |
| XIX - Campania 1                        | PD                                         | Luisa Bossa                    |                                                                                     |
| XIX - Campania 1                        | PD                                         | Guglielmo Epifani              |                                                                                     |
| XIX - Campania 1                        | PD                                         | Leonardo Impegno               |                                                                                     |
| XIX - Campania 1                        | PD                                         | Massimiliano Manfredi          |                                                                                     |
| XIX - Campania 1                        | PD                                         | Giovanna Palma                 |                                                                                     |
| XIX - Campania 1                        | PD                                         | Massimo Paolucci               |                                                                                     |
| XIX - Campania 1                        | PD                                         | Salvatore Piccolo              |                                                                                     |
| XIX - Campania 1                        | PD                                         | Giorgio Piccolo                |                                                                                     |
| XIX - Campania 1                        | PD                                         | Michela Rostan                 |                                                                                     |
| XIX - Campania 1                        | PD                                         | Assunta Tartaglione            |                                                                                     |
| XIX - Campania 1                        | PD                                         | Guglielmo Vaccaro              |                                                                                     |
| XIX - Campania 1                        | PD                                         | Valeria Valente                |                                                                                     |
| XIX - Campania 1                        | Il Popolo della Libertà                    | Gioacchino Alfano              |                                                                                     |
| XIX - Campania 1                        | Il Popolo della Libertà                    | Raffaele Calabrò               |                                                                                     |
| XIX - Campania 1                        | Il Popolo della Libertà                    | Giuseppina Castiello           |                                                                                     |
| XIX - Campania 1                        | Il Popolo della Libertà                    | Luigi Cesaro                   |                                                                                     |
| XIX - Campania 1                        | Il Popolo della Libertà                    | Antonio Marotta                |                                                                                     |
| XIX - Campania 1                        | Il Popolo della Libertà                    | Gianfranco Rotondi             |                                                                                     |
| XIX - Campania 1                        | Il Popolo della Libertà                    | Paolo Russo                    |                                                                                     |
| XIX - Campania 1                        | Movimento 5 Stelle                         | Vega Colonnese                 |                                                                                     |
| XIX - Campania 1                        | Movimento 5 Stelle                         | Luigi Di Maio                  |                                                                                     |
| XIX - Campania 1                        | Movimento 5 Stelle                         | Roberto Fico                   |                                                                                     |
| XIX - Campania 1                        | Movimento 5 Stelle                         | Luigi Gallo                    |                                                                                     |
| XIX - Campania 1                        | Movimento 5 Stelle                         | Salvatore Micillo              |                                                                                     |
| XIX - Campania 1                        | Sinistra Ecologia Libertà                  | Gennaro Migliore               |                                                                                     |
| XIX - Campania 1                        | Sinistra Ecologia Libertà                  | Arturo Scotto                  |                                                                                     |
| XIX - Campania 1                        | Unione di Centro                           | Rocco Buttiglione              |                                                                                     |
| XIX - Campania 1                        | Scelta Civica                              | Luciano Cimmino                |                                                                                     |
| XIX - Campania 1                        | Centro Democratico                         | Aniello Formisano              |                                                                                     |
| XIX - Campania 1                        | Fratelli d'Italia - Centrodestra Nazionale | Marcello Taglialatela          | In sostituzione di Giorgia Meloni che ha optato per altra circoscrizione            |
| XIX - Campania 1                        | PD                                         | Marco Di Lello                 | Aderente al Partito Socialista, si iscrive al Gruppo misto                          |
| XX - Campania 2                         | PD                                         | Vincenzo Amendola              |                                                                                     |
| XX - Campania 2                         | PD                                         | Fulvio Bonavitacola            |                                                                                     |
| XX - Campania 2                         | PD                                         | Sabrina Capozzolo              |                                                                                     |
| XX - Campania 2                         | PD                                         | Khalid Chaouchi                | In sostituzione di Enrico Letta che ha optato per altra circoscrizione              |
| XX - Campania 2                         | PD                                         | Laura Coccia                   |                                                                                     |
| XX - Campania 2                         | PD                                         | Umberto Del Basso De Caro      |                                                                                     |
| XX - Campania 2                         | PD                                         | Luigi Famiglietti              |                                                                                     |
| XX - Campania 2                         | PD                                         | Tino Iannuzzi                  |                                                                                     |
| XX - Campania 2                         | PD                                         | Valentina Paris                |                                                                                     |
| XX - Campania 2                         | PD                                         | Pina Picierno                  |                                                                                     |
| XX - Campania 2                         | PD                                         | Angelo Rughetti                |                                                                                     |
| XX - Campania 2                         | PD                                         | Simone Valiante                |                                                                                     |
| XX - Campania 2                         | Il Popolo della Libertà                    | Mara Carfagna                  |                                                                                     |
| XX - Campania 2                         | Il Popolo della Libertà                    | Luca D'Alessandro              |                                                                                     |
| XX - Campania 2                         | Il Popolo della Libertà                    | Nunzia De Girolamo             |                                                                                     |
| XX - Campania 2                         | Il Popolo della Libertà                    | Giovanna Petrenga              |                                                                                     |
| XX - Campania 2                         | Il Popolo della Libertà                    | Carlo Sarro                    |                                                                                     |
| XX - Campania 2                         | Il Popolo della Libertà                    | Angelo Attaguile               | Aderente al Movimento per l'Autonomia, si iscrive al gruppo "Lega Nord e Autonomie" |
| XX - Campania 2                         | Movimento 5 Stelle                         | Silvia Giordano                |                                                                                     |
| XX - Campania 2                         | Movimento 5 Stelle                         | Girolamo Pisano                |                                                                                     |
| XX - Campania 2                         | Movimento 5 Stelle                         | Carlo Sibilia                  |                                                                                     |
| XX - Campania 2                         | Movimento 5 Stelle                         | Angelo Tofalo                  |                                                                                     |
| XX - Campania 2                         | Scelta Civica                              | Antimo Cesaro                  |                                                                                     |
| XX - Campania 2                         | Scelta Civica                              | Angelo Antonio D'Agostino      |                                                                                     |
| XX - Campania 2                         | Unione di Centro                           | Giuseppe De Mita               | In sostituzione di Mario Catania che ha optato per altra circoscrizione             |
| XX - Campania 2                         | Sinistra Ecologia Libertà                  | Giancarlo Giordano             | In sostituzione di Nichi Vendola che ha optato per altra circoscrizione             |
| XX - Campania 2                         | Sinistra Ecologia Libertà                  | Michele Ragosta                |                                                                                     |
| XX - Campania 2                         | Fratelli d'Italia - Centrodestra Nazionale | Edmondo Cirielli               |                                                                                     |
| XXI - Puglia                            | PD                                         | Teresa Bellanova               |                                                                                     |
| XXI - Puglia                            | PD                                         | Francesco Boccia               |                                                                                     |
| XXI - Puglia                            | PD                                         | Michele Bordo                  |                                                                                     |
| XXI - Puglia                            | PD                                         | Massimo Bray                   |                                                                                     |
| XXI - Puglia                            | PD                                         | Salvatore Capone               |                                                                                     |
| XXI - Puglia                            | PD                                         | Franco Cassano                 |                                                                                     |
| XXI - Puglia                            | PD                                         | Antonio Decaro                 |                                                                                     |
| XXI - Puglia                            | PD                                         | Dario Ginefra                  |                                                                                     |
| XXI - Puglia                            | PD                                         | Gero Grassi                    |                                                                                     |
| XXI - Puglia                            | PD                                         | Alberto Losacco                |                                                                                     |
| XXI - Puglia                            | PD                                         | Elisa Mariano                  |                                                                                     |
| XXI - Puglia                            | PD                                         | Colomba Mongiello              |                                                                                     |
| XXI - Puglia                            | PD                                         | Michele Pelillo                |                                                                                     |
| XXI - Puglia                            | PD                                         | Ivan Scalfarotto               |                                                                                     |
| XXI - Puglia                            | PD                                         | Liliana Ventricelli            |                                                                                     |
| XXI - Puglia                            | Il Popolo della Libertà                    | Gianfranco Giovanni Chiarelli  |                                                                                     |
| XXI - Puglia                            | Il Popolo della Libertà                    | Antonio Distaso                |                                                                                     |
| XXI - Puglia                            | Il Popolo della Libertà                    | Raffaele Fitto                 |                                                                                     |
| XXI - Puglia                            | Il Popolo della Libertà                    | Benedetto Francesco Fucci      |                                                                                     |
| XXI - Puglia                            | Il Popolo della Libertà                    | Antonio Leone                  |                                                                                     |
| XXI - Puglia                            | Il Popolo della Libertà                    | Roberto Marti                  |                                                                                     |
| XXI - Puglia                            | Il Popolo della Libertà                    | Rocco Palese                   |                                                                                     |
| XXI - Puglia                            | Il Popolo della Libertà                    | Elvira Savino                  |                                                                                     |
| XXI - Puglia                            | Il Popolo della Libertà                    | Francesco Paolo Sisto          |                                                                                     |
| XXI - Puglia                            | Movimento 5 Stelle                         | Giuseppe Brescia               |                                                                                     |
| XXI - Puglia                            | Movimento 5 Stelle                         | Francesco Cariello             |                                                                                     |
| XXI - Puglia                            | Movimento 5 Stelle                         | Giuseppe D'Ambrosio            |                                                                                     |
| XXI - Puglia                            | Movimento 5 Stelle                         | Diego De Lorenzis              |                                                                                     |
| XXI - Puglia                            | Movimento 5 Stelle                         | Alessandro Furnari             |                                                                                     |
| XXI - Puglia                            | Movimento 5 Stelle                         | Vincenza Labriola              |                                                                                     |
| XXI - Puglia                            | Movimento 5 Stelle                         | Giuseppe L'Abbate              |                                                                                     |
| XXI - Puglia                            | Movimento 5 Stelle                         | Emanuele Scagliusi             |                                                                                     |
| XXI - Puglia                            | Sinistra Ecologia Libertà                  | Donatella Duranti              |                                                                                     |
| XXI - Puglia                            | Sinistra Ecologia Libertà                  | Nicola Fratoianni              |                                                                                     |
| XXI - Puglia                            | Sinistra Ecologia Libertà                  | Toni Matarrelli                |                                                                                     |
| XXI - Puglia                            | Sinistra Ecologia Libertà                  | Annalisa Pannarale             |                                                                                     |
| XXI - Puglia                            | Sinistra Ecologia Libertà                  | Arcangelo Sannicandro          |                                                                                     |
| XXI - Puglia                            | Scelta Civica                              | Salvatore Matarrese            |                                                                                     |
| XXI - Puglia                            | Scelta Civica                              | Gaetano Piepoli                |                                                                                     |
| XXI - Puglia                            | Unione di Centro                           | Angelo Cera                    |                                                                                     |
| XXI - Puglia                            | Fratelli d'Italia - Centrodestra Nazionale | Ignazio La Russa               |                                                                                     |
| XXI - Puglia                            | Centro Democratico                         | Pino Pisicchio                 |                                                                                     |
| XXII - Basilicata                       | PD                                         | Maria Antezza                  |                                                                                     |
| XXII - Basilicata                       | PD                                         | Vincenzo Folino                |                                                                                     |
| XXII - Basilicata                       | PD                                         | Roberto Speranza               |                                                                                     |
| XXII - Basilicata                       | Movimento 5 Stelle                         | Mirella Liuzzi                 |                                                                                     |
| XXII - Basilicata                       | Sinistra Ecologia Libertà                  | Antonio Placido                |                                                                                     |
| XXII - Basilicata                       | Il Popolo della Libertà                    | Cosimo Latronico               |                                                                                     |
| XXIII - Calabria                        | PD                                         | Demetrio Battaglia             |                                                                                     |
| XXIII - Calabria                        | PD                                         | Rosy Bindi                     |                                                                                     |
| XXIII - Calabria                        | PD                                         | Vincenza Bruno Bossio          |                                                                                     |
| XXIII - Calabria                        | PD                                         | Bruno Censore                  |                                                                                     |
| XXIII - Calabria                        | PD                                         | Stefania Covello               |                                                                                     |
| XXIII - Calabria                        | PD                                         | Alfredo D'Attorre              |                                                                                     |
| XXIII - Calabria                        | PD                                         | Ernesto Magorno                |                                                                                     |
| XXIII - Calabria                        | PD                                         | Nicodemo Nazzareno Oliverio    |                                                                                     |
| XXIII - Calabria                        | PD                                         | Nicola Stumpo                  |                                                                                     |
| XXIII - Calabria                        | Movimento 5 Stelle                         | Sebastiano Barbanti            |                                                                                     |
| XXIII - Calabria                        | Movimento 5 Stelle                         | Federica Dieni                 |                                                                                     |
| XXIII - Calabria                        | Movimento 5 Stelle                         | Dalila Nesci                   |                                                                                     |
| XXIII - Calabria                        | Movimento 5 Stelle                         | Paolo Parentela                |                                                                                     |
| XXIII - Calabria                        | Il Popolo della Libertà                    | Dorina Bianchi                 |                                                                                     |
| XXIII - Calabria                        | Il Popolo della Libertà                    | Giuseppe Galati                |                                                                                     |
| XXIII - Calabria                        | Il Popolo della Libertà                    | Jole Santelli                  |                                                                                     |
| XXIII - Calabria                        | Il Popolo della Libertà                    | Rosanna Scopelliti             |                                                                                     |
| XXIII - Calabria                        | Unione di Centro                           | Lorenzo Cesa                   |                                                                                     |
| XXIII - Calabria                        | Sinistra Ecologia Libertà                  | Ferdinando Aiello              |                                                                                     |
| XXIII - Calabria                        | Centro Democratico                         | Franco Bruno                   |                                                                                     |
| XXIV - Sicilia 1                        | PD                                         | Angelo Capodicasa              |                                                                                     |
| XXIV - Sicilia 1                        | PD                                         | Daniela Cardinale              |                                                                                     |
| XXIV - Sicilia 1                        | PD                                         | Marco Causi                    |                                                                                     |
| XXIV - Sicilia 1                        | PD                                         | Magda Culotta                  |                                                                                     |
| XXIV - Sicilia 1                        | PD                                         | Davide Faraone                 |                                                                                     |
| XXIV - Sicilia 1                        | PD                                         | Maria Iacono                   |                                                                                     |
| XXIV - Sicilia 1                        | PD                                         | Antonino Moscatt               |                                                                                     |
| XXIV - Sicilia 1                        | PD                                         | Teresa Piccione                |                                                                                     |
| XXIV - Sicilia 1                        | PD                                         | Francesco Ribaudo              |                                                                                     |
| XXIV - Sicilia 1                        | PD                                         | Luigi Taranto                  |                                                                                     |
| XXIV - Sicilia 1                        | Il Popolo della Libertà                    | Antonino Bosco                 |                                                                                     |
| XXIV - Sicilia 1                        | Il Popolo della Libertà                    | Riccardo Gallo                 |                                                                                     |
| XXIV - Sicilia 1                        | Il Popolo della Libertà                    | Gabriella Giammanco            |                                                                                     |
| XXIV - Sicilia 1                        | Il Popolo della Libertà                    | Dore Misuraca                  |                                                                                     |
| XXIV - Sicilia 1                        | Il Popolo della Libertà                    | Alessandro Pagano              |                                                                                     |
| XXIV - Sicilia 1                        | Il Popolo della Libertà                    | Francesco Saverio Romano       |                                                                                     |
| XXIV - Sicilia 1                        | Movimento 5 Stelle                         | Azzurra Cancelleri             |                                                                                     |
| XXIV - Sicilia 1                        | Movimento 5 Stelle                         | Chiara Di Benedetto            |                                                                                     |
| XXIV - Sicilia 1                        | Movimento 5 Stelle                         | Giulia Di Vita                 |                                                                                     |
| XXIV - Sicilia 1                        | Movimento 5 Stelle                         | Loredana Lupo                  |                                                                                     |
| XXIV - Sicilia 1                        | Movimento 5 Stelle                         | Claudia Mannino                |                                                                                     |
| XXIV - Sicilia 1                        | Movimento 5 Stelle                         | Riccardo Nuti                  |                                                                                     |
| XXIV - Sicilia 1                        | Unione di Centro                           | Ferdinando Adornato            |                                                                                     |
| XXIV - Sicilia 1                        | Scelta Civica                              | Gea Schirò Planeta             |                                                                                     |
| XXIV - Sicilia 1                        | Sinistra Ecologia Libertà                  | Erasmo Palazzotto              |                                                                                     |
| XXIV - Sicilia 2                        | PD                                         | Luisella Albanella             |                                                                                     |
| XXIV - Sicilia 2                        | PD                                         | Sofia Amoddio                  |                                                                                     |
| XXIV - Sicilia 2                        | PD                                         | Giuseppe Berretta              |                                                                                     |
| XXIV - Sicilia 2                        | PD                                         | Giovanni Mario Salvino Burtone |                                                                                     |
| XXIV - Sicilia 2                        | PD                                         | Francantonio Genovese          |                                                                                     |
| XXIV - Sicilia 2                        | PD                                         | Maria Gaetana Greco            |                                                                                     |
| XXIV - Sicilia 2                        | PD                                         | Maria Tindara Gullo            |                                                                                     |
| XXIV - Sicilia 2                        | PD                                         | Giuseppe Lauricella            |                                                                                     |
| XXIV - Sicilia 2                        | PD                                         | Fausto Raciti                  |                                                                                     |
| XXIV - Sicilia 2                        | PD                                         | Giuseppe Zappulla              |                                                                                     |
| XXIV - Sicilia 2                        | Movimento 5 Stelle                         | Tommaso Currò                  |                                                                                     |
| XXIV - Sicilia 2                        | Movimento 5 Stelle                         | Francesco D'Uva                |                                                                                     |
| XXIV - Sicilia 2                        | Movimento 5 Stelle                         | Giulia Grillo                  |                                                                                     |
| XXIV - Sicilia 2                        | Movimento 5 Stelle                         | Marialucia Lorefice            |                                                                                     |
| XXIV - Sicilia 2                        | Movimento 5 Stelle                         | Maria Marzana                  |                                                                                     |
| XXIV - Sicilia 2                        | Movimento 5 Stelle                         | Gianluca Rizzo                 |                                                                                     |
| XXIV - Sicilia 2                        | Movimento 5 Stelle                         | Alessio Mattia Villarosa       |                                                                                     |
| XXIV - Sicilia 2                        | Il Popolo della Libertà                    | Giuseppe Castiglione           |                                                                                     |
| XXIV - Sicilia 2                        | Il Popolo della Libertà                    | Francesco Catanoso Genoese     |                                                                                     |
| XXIV - Sicilia 2                        | Il Popolo della Libertà                    | Vincenzo Garofalo              |                                                                                     |
| XXIV - Sicilia 2                        | Il Popolo della Libertà                    | Antonio Martino                |                                                                                     |
| XXIV - Sicilia 2                        | Il Popolo della Libertà                    | Antonino Minardo               |                                                                                     |
| XXIV - Sicilia 2                        | Il Popolo della Libertà                    | Stefania Prestigiacomo         |                                                                                     |
| XXIV - Sicilia 2                        | Scelta Civica                              | Andrea Vecchio                 |                                                                                     |
| XXIV - Sicilia 2                        | Unione di Centro                           | Gianpiero D'Alia               |                                                                                     |
| XXIV - Sicilia 2                        | Sinistra Ecologia Libertà                  | Laura Boldrini                 |                                                                                     |
| XXIV - Sicilia 2                        | Centro Democratico                         | Carmelo Lo Monte               |                                                                                     |
| XXVI - Sardegna                         | PD                                         | Emanuele Cani                  |                                                                                     |
| XXVI - Sardegna                         | PD                                         | Siro Marrocu                   |                                                                                     |
| XXVI - Sardegna                         | PD                                         | Romina Mura                    |                                                                                     |
| XXVI - Sardegna                         | PD                                         | Caterina Pes                   |                                                                                     |
| XXVI - Sardegna                         | PD                                         | Francesco Sanna                |                                                                                     |
| XXVI - Sardegna                         | PD                                         | Giovanna Sanna                 |                                                                                     |
| XXVI - Sardegna                         | PD                                         | Gian Piero Scanu               |                                                                                     |
| XXVI - Sardegna                         | Movimento 5 Stelle                         | Nicola Bianchi                 |                                                                                     |
| XXVI - Sardegna                         | Movimento 5 Stelle                         | Emanuela Corda                 |                                                                                     |
| XXVI - Sardegna                         | Movimento 5 Stelle                         | Paola Pinna                    |                                                                                     |
| XXVI - Sardegna                         | Movimento 5 Stelle                         | Andrea Vallascas               |                                                                                     |
| XXVI - Sardegna                         | Il Popolo della Libertà                    | Salvatore Cicu                 |                                                                                     |
| XXVI - Sardegna                         | Il Popolo della Libertà                    | Mauro Pili                     |                                                                                     |
| XXVI - Sardegna                         | Il Popolo della Libertà                    | Paolo Vella                    |                                                                                     |
| XXVI - Sardegna                         | Scelta Civica                              | Pierpaolo Vargiu               |                                                                                     |
| XXVI - Sardegna                         | Sinistra Ecologia Libertà                  | Michele Piras                  |                                                                                     |
| XXVI - Sardegna                         | Centro Democratico                         | Roberto Capelli                |                                                                                     |
| XXVI - Sardegna                         | PD                                         | Lello Di Gioia                 |                                                                                     |
| XXVII - Valle d'Aosta                   | Vallée d'Aoste                             | Rudi Franco Marguerettaz       |                                                                                     |
| A - Europa                              | PD                                         | Gianni Farina                  |                                                                                     |
| A - Europa                              | PD                                         | Laura Garavini                 |                                                                                     |
| A - Europa                              | Il Popolo della Libertà                    | Guglielmo Picchi               |                                                                                     |
| A - Europa                              | Movimento 5 Stelle                         | Alessio Tacconi                |                                                                                     |
| A - Europa                              | Con Monti per l'Italia                     | Mario Caruso                   |                                                                                     |
| B - Sud America                         | Movimento Associativo Italiani all'Estero  | Mario Borghese                 |                                                                                     |
| B - Sud America                         | Unione Sudamericana Emigrati Italiani      | Renata Bueno                   |                                                                                     |
| B - Sud America                         | Movimento Associativo Italiani all'Estero  | Ricardo Antonio Merlo          |                                                                                     |
| B - Sud America                         | PD                                         | Fabio Porta                    |                                                                                     |
| C - Nord - Centro America               | PD                                         | Francesca La Marca             |                                                                                     |
| C - Nord - Centro America               | Con Monti per l'Italia                     | Fucsia Nissoli                 |                                                                                     |
| D - Africa - Asia - Oceania - Antartide | PD                                         | Marco Fedi                     |                                                                                     |